# Ceraticelus berthoudi
Ceraticelus berthoudi là một loài nhện trong họ Linyphiidae.
Loài này thuộc chi Ceraticelus. Ceraticelus berthoudi được Charles Denton Dondale miêu tả năm 1958.